# Erich Fuchs (malarz)
Erich Fuchs (ur. 14 lutego 1890 w Magdeburgu, zm. 3 lipca 1983 w Marburgu) – niemiecki malarz i rysownik, pejzażysta. Szkołę podstawową oraz szkołę artystyczną ukończył w Magdeburgu, następnie podjął studia w Dreźnie w Akademii Sztuki pod kierunkiem profesora Aloisa Kolba. W 1912 zmarli jego obydwoje rodzice, mógł jednakże kontynuować naukę dzięki stypendium ufundowanemu anonimowo przez jego wykładowcę. 
W 1914 osiedla się w Sudetach, w Gruszkowie, wędrując po okolicy rysuje miejscowe krajobrazy. W 1916 rozpoczyna pracę nad cyklem Schlesisches Bergvolk, portretując odchodzący w zapomnienie świat ówczesnych mieszkańców sudeckich wiosek. W 1924 poznaje laureata literackiej nagrody Nobla, Gerharta Hauptmanna, co zaowocowało cyklem ilustracji do jego dramatu Tkacze. Były one prezentowane na wystawie w Moskwie w 1927.
W 1940 50-lecie urodzin artysty miasto Jelenia Góra uczciło wystawą jego prac. W 1942 dzięki stypendium tworzy cykl Sudetendeutsches Volkstum, w którym przedstawia kulturę ludową i rzemiosło Sudetów.
W 1945 nie zrealizowano planu wywiezienia dzieł Fuchsa w głąb Niemiec.  Jego dom zostaje zarekwirowany przez polską milicję, a dzieła wywiezione. Część z nich udało mu się odzyskać na drodze sądowej. W 1948 zostaje wysiedlony do Niemiec. Początkowo mieszka na terenie Nadrenii Północnej-Westfalii, w 1959 osiada w Marburgu, tegoż roku odzyskuje resztę swoich prac.
W 1993 wydano w Niemczech książkę Erich Fuchs (1890-1983). Leben und Brauchtum im Riesengebirge, zawierającą artykuły o nim, jego sztuce oraz reprodukcje prac.
Duży zbiór grafik Fuchsa znajduje się w zbiorach wrocławskiego Muzeum Książąt Lubomirskich.